# 성문 (몸)
성문(聲門, glottis) 또는 성대문(聲帶門)은 성대의 두 막 사이의 공간을 가리키는 말이다. 성문의 개폐 정도에 따라 음성의 무성, 유성 등이 결정된다.

## 추가 이미지
- 후두
- 뒤에서 본 후두의 입구
- 후두의 입구
- 성문
- 뒤에서 본 후두, 인두, 혀
- 뒤에서 본 후두, 인두, 혀
- 뒤에서 본 후두, 인두, 혀